# Estación de Massongex
La estación de Massongex es la principal estación ferroviaria de la comuna suiza de Massongex, en el Cantón del Valais.

## Historia y situación
La estación de Massongex fue inaugurada en el año 1859 con la puesta en servicio del tramo Le Bouveret - San Mauricio - Martigny, que pertenece el primer segmento a la línea del Tokin y el segundo, a la línea Lausana - Brig, más conocida como la línea del Simplon.
Se encuentra ubicada en el sur del núcleo urbano de Massongex. Cuenta con un único andén lateral al que accede una vía única pasante. En el noroeste de la estación parte un ramal hacia una industria.
En términos ferroviarios, la estación se sitúa en la línea Saint-Gingolph - San Mauricio. Sus dependencias ferroviarias colaterales son la estación de Monthey hacia Saint-Gingolph, y la estación de San Mauricio, origen de la línea.

## Servicios ferroviarios
Los servicios ferroviarios de esta estación están prestados por SBB-CFF-FFS y por RegionAlps, empresa participada por los SBB-CFF-FFS y que opera servicios de trenes regionales en el Cantón del Valais:

### Regional
- R Saint-Gingolph - Monthey - San Mauricio - Sion - Brig. Efectúa parada en todas las estaciones y apeaderos del trayecto. Algunos trenes sólo realizan el trayecto Monthey - Brig. Operado por RegionAlps.